# 32-й реактивный артиллерийский полк (Украина)
32-й реактивный артиллерийский полк (укр. 32-й реактивний артилерійський полк, сокр. 32 РеАП, в/ч А1325) — соединение береговых ракетно-артиллерийских войск береговой обороны ВМС Украины входящее в структуру Морской пехоты. Единственное подразделение ВМС Украины вооруженное РСЗО «Ураган». После начала широкомасштабного вторжения Российской Федерации в Украину принимает участие в боях на территории Луганской, Донецкой, Харьковской, Запорожской, Николаевской, Херсонской и Одесской областей.

## История
Формирование новой реактивной артиллерийской части (в/ч А1325) в составе Военно-Морских Сил ВСУ началось осенью 2015 года на основании совместных директив Министерства обороны Украины и Генерального штаба Вооружённых Сил Украины. Полк создавался как подразделение береговой охраны на основе 406-й отдельной артиллерийской бригады из которой был выведен реактивный артиллерийский дивизион «Градов» майора Романа Откидачника. В декабре 2015 года на доукомплектование воинской части прибыли военнослужащие, призванные по частичной мобилизации из 27-й артиллерийской бригады Сухопутных войск. Это дало возможность приступить к формированию дивизионов, оснащенных БМ-27 «Ураган». Формирование воинской части было завершено 31 марта 2016, а уже в августе того же года подразделения части приступили к выполнению боевых задач в определенных районах. 
Зимой 2015—16 года реактивные артиллерийские подразделения, вооруженные РСЗО «Град», провели ряд тактических учений с боевой стрельбой, а в марте 2016 года на полигон впервые вышли подразделения, вооружённые РСЗО «Ураган». В 2018 году на базе 137-го отдельного батальона морской пехоты и артиллерии, переданной из состава 32-го реактивного артиллерийского полка была образована 35-я отдельная бригада морской пехоты имени контр-адмирала Михаила Остроградского. 
К моменту начала широкомасштабного вторжения России на Украину полк был полностью перевооружен и находился в зоне проведения операции объединённых сил на Донбассе.  В конце февраля подразделения полка успели выехать под Чугуев, откуда нанесли удар по скоплению российской армии в районе Циркунов и по трассе на Волчанск, после чего отступили в Донецкую область,  где сражались на разных направлениях.  

## Потери
12 июля 2017 года в ДТП погиб солдат Клусов Максим Олегович. 14 июня 2022 года в районе Доброполья в ходе ракетного удара россиян по колонне полка погиб начальник службы радиационной, химической, биологической защиты майор Максим Шульга. 06 февраля 2023 года на позиции «Кабан» в районе Авдеевки получил взрывное осколочное ранение несовместимое с жизнью младший сержант Александр Гриценя.

## Структура
- управление (в том числе штаб).
- комендантский взвод.
- батарея управления.
- 1-й реактивный артиллерийский дивизион (9К57 «Ураган»).
- 2-й реактивный артиллерийский дивизион (9К57 «Ураган»).
- 3-й реактивный артиллерийский дивизион (9К57 «Ураган»).
- инженерная рота.
- рота материального обеспечения.
- ремонтная рота.
- рота охраны.
- взвод радиационной, химической, биологической защиты.
- информационно-телекоммуникационный узел.
- другие подразделения.

## Вооружение
На момент широкомасштабного вторжения России в Украину в ВСУ было всего два подразделения, вооруженных БМ-27 "Ураган": 27-я реактивная артиллерийская бригада и 32-й реактивный артиллерийский полк. В июле 2022 года на вооружение бригады поступили украинские РСЗО «Буран».

## Командиры
- майор Роман Откидач (2015-2016)
- полковник Блануца Олег[укр.] (с апреля 2016)
- полковник Владимир Могильный[укр.] (по н.в.)